# Stan Swamy

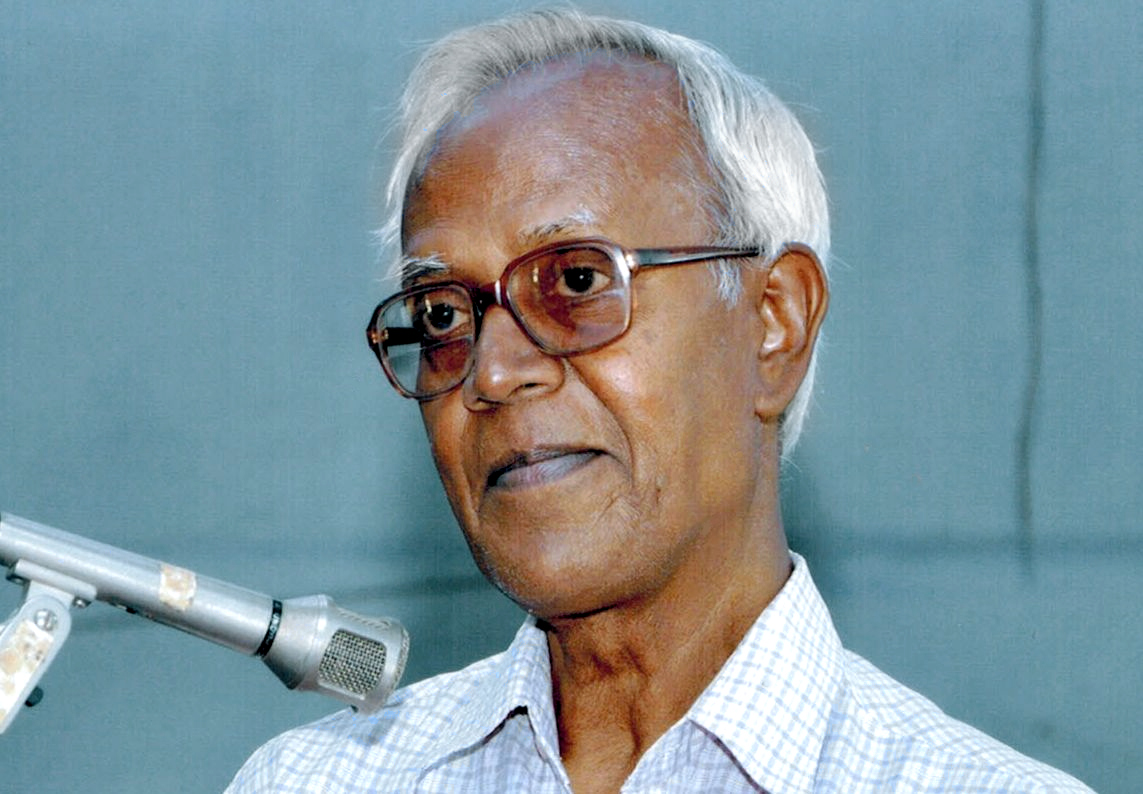
Stan Swamy (2010)

Stan Lourduswamy SJ, bekannt als Stan Swamy, (* 26. April 1937 in Tiruchirappalli (Trichy) in der Provinz Madras (Britisch-Indien), heute Tamil Nadu; † 5. Juli 2021 in Mumbai) war ein indischer Jesuitenpater und Menschenrechtsaktivist.

## Leben
Stan Swamy studierte in den 1970er Jahren Theologie und Soziologie auf den Philippinen. Bereits als Student beteiligte er sich bei Protesten und Demonstrationen gegen die Regierung; später lernte er den brasilianischen katholischen Erzbischof Hélder Câmara kennen. Stan Swamy engagierte sich seit über 50 Jahren insbesondere für die Adivasi, die indigene Bevölkerung Indiens, deren Bevölkerungsanteil in Jharkhand, in dessen Hauptstadt  Swamy lebte, 26 Prozent betrug.
Am 9. Oktober 2020 wurde er in der ostindischen Stadt Ranchi von der National Investigation Agency (NIA), der nationalen indischen Behörde für die Terrorismusbekämpfung, festgenommen und wegen Volksverhetzung, maoistischer Propaganda und Terrorismus angeklagt. Ihm wurden die Beteiligung an Gewalttaten im Dorf Koregaon Bhima in Maharashtra im Jahr 2018 sowie Verbindungen zur Communist Party of India (Marxist) vorgeworfen. Bekannte Politiker wie Jharkhands Chief Minister Hemant Soren und Keralas Chief Minister Pinarayi Vijayan setzen sich im Mai 2021 für seine Freilassung aus der Haft im Taloja-Zentralgefängnis in Mumbai ein.
Der 84-jährige Stan Swamy litt unter der Parkinson-Krankheit und erkrankte während seines Gefängnisaufenthaltes an COVID-19. Er wurde auf Anordnung des Bombay High Court in das katholische Holy Family Hospital in Mumbai verlegt. Er starb im Juli 2021.

## Publikationen von und über Stan Swamy in englischer Sprache
- Stan Swamy, I am not a silent spectator. Why Truth has become so bitter, Dissent so intolerable, Justice so out of reach. An autobiographical fragment, memory and reflection Indian Social Institute Bangalore  First published in 2021
- Peoples Union for Democratic Rights (PUDR) Delhi, Report: Framed to Die - The Case of Stan Swamy. August 2021, 45 Pages

## Audios
- Bedrängte Christen in Indien: Gespräch mit Dirk Bingener, Präsident von „missio“ Audio-Version 8.28 Minuten, von Christian Röther, Deutschlandfunk  "Tag für Tag"  8. Juli 2021
- Aufzeichnung eines Gespräches mit dem Journalisten Michael Briefs im Jahr 2004 in englischer Sprache
- Film in englischer Sprache des Dokumentar-Filmers Ashok Maridas: Who is Fr. Stan? What is his work? 2019